# Salto de Chilascó (Guatemala)
Salto de Chilascó es una cascada ubicada en Baja Verapaz, Guatemala. Es considerada una de las cataratas más altas de Centroamérica, con aproximadamente 130 m de altura (las más altas en Costa Rica tienen más de 200 m). Su caudal es muy abundante durante todo el año, el cual da vida a toda la flora y fauna del lugar.

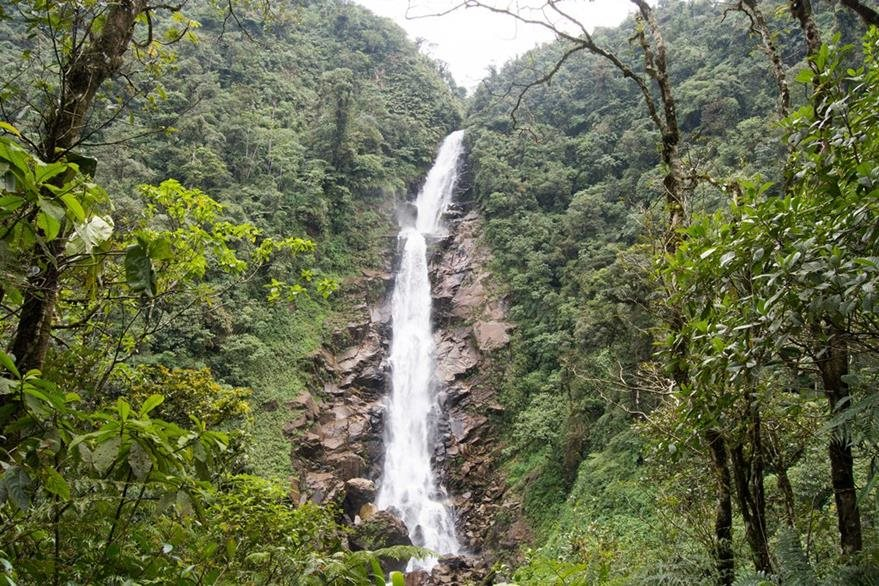
Salto de Chilascó

## Ubicación
Para llegar a este lugar, se debe ir ruta hacia Cobán, Alta Verapaz alrededor del kilómetro 143, se verá un cruce de terracería que asciende hacia la Aldea Chilascó, en el cual está la entrada al sendero que lleva a esta cascada.

## Clima
Su clima es templado, que ronda entre los 12 °C y 23 °C la mayoría del año, su precipitación anual es de aproximadamente de 2270 milímetros cúbicos.

## Fauna
Su fauna es muy amplia albergando muchas especies de animales que solo se pueden encontrar en este tipo de clima. Entre estos animales se encuentra el Ave Nacional de Guatemala, El Quetzal.

## Flora
Esta cascada se encuentra en el bosque nuboso, el bosque ha crecido exponencialmente cada año. Sus árboles son de tipo coníferos, así como el pino y el ciprés, así como también se encuentran otros tipos de árboles como el liquidámbar. Esta vegetación se caracteriza por sus hojas grandes. Su flora es muy amplia con más de 650 especies de orquídeas, incluyendo la Flor Nacional, Monja Blanca.